# Wude (socken i Kina, Guangxi)
Wude (kinesiska: 武德乡, 武德) är en socken i Kina. Den ligger i den autonoma regionen Guangxi, i den södra delen av landet, omkring 170 kilometer väster om regionhuvudstaden Nanning. Antalet invånare är 15480. Befolkningen består av 7 472 kvinnor och 8 008 män. Barn under 15 år utgör 17,0 %, vuxna 15-64 år 72 %, och äldre över 65 år 9,0 %.
Genomsnittlig årsnederbörd är 1 793 millimeter. Den regnigaste månaden är juni, med i genomsnitt 329 mm nederbörd, och den torraste är februari, med 25 mm nederbörd.